# Taxipathes recta
Taxipathes recta är en korallart som beskrevs av Brook 1889. Taxipathes recta ingår i släktet Taxipathes och familjen Schizopathidae. Inga underarter finns listade i Catalogue of Life.